# 麥雅雯
麥雅雯（1957/1958年—），加拿大政治人物和醫生，2009年至2013年間以卑詩自由黨黨員身份擔任卑詩省議會溫哥華麗景選區議員，並曾在省長金寶爾和簡蕙芝內閣中擔任教育和衛生廳長等職務。

## 生平
她原居於薩克其萬省，父親於該省蕭納芬任職家庭醫生，年幼及青年時期她跟隨家人居於鹽湖城、英格蘭和溫尼伯等地。她於紐芬蘭紀念大學修讀理科，後於女王大學修讀醫科，畢業後一度於多倫多行醫，1989年與丈夫遷居卑詩省內陸羅斯蘭，在當地擔任家庭醫生。她曾出任卑詩醫學會理事會成員達12年，2006年-07年間擔任該會會長。
羅品信於2008年辭任卑詩省議會溫哥華麗景選區議員職務，改為競逐同年溫哥華市長選舉，觸發該區議席補選。遷居溫哥華的麥雅雯於同年10月代表卑詩自由黨競逐該議席，但不敵新民主黨候選人麥金（Jenn McGinn）。兩人於2009年5月省選再度對壘，這次則由麥雅雯當選，同年6月她獲省長金寶爾任命為教育廳長兼專責早期學習及讀寫能力廳長。
2009年11月，她因腦膜炎到和平拱門醫院接受急診，後轉送皇家哥倫比亞醫院接受深切治療。她康復後於2010年10月在金寶爾內閣中調任旅遊、貿易及投資廳長兼專責跨政府關係秘書處廳長，原有教育廳長職務則由卜佐治繼任。金寶爾宣布辭任自由黨黨魁後，卜佐治於同年11月辭去內閣職務以競選黨魁，麥雅雯遂兼任教育廳長。
簡蕙芝當選黨魁後於2011年3月就任省長，最初未有起用麥雅雯，但同年9月則委派她出任勞工、公民服務及開放政府廳長；2012年9月麥雅雯則調任衛生廳長。
麥雅雯於2013年省選競逐連任，但敗予新民主黨候選人賀佐治。她卸任省議員後從2013年-17年間出任溫哥華沿岸衛生局理事會成員。

## 外部連結
- （英文）卑詩省議會網站 麥雅雯議員簡介 （页面存档备份，存于）